# Махмут Текдемір
Махмут Текдемір (тур. Mahmut Tekdemir, нар. 20 січня 1988, Діярбакир) — турецький футболіст, захисник та півзахисник клубу «Істанбул ББ» і національної збірної Туреччини.

## Клубна кар'єра
Народився 20 січня 1988 року в місті Діярбакир. Вихованець юнацької команди «Істанбул ББ». У 2006 році Махмут підписав свій перший професійний контракт з клубом.
13 січня 2008 року він дебютував в турецькій Суперлізі, вийшовши на заміну в кінці гостьового поєдинку проти «Фенербахче» (2:2). 16 березня 2013 року Махмут забив свій перший гол на найвищому рівні, довівши рахунок до розгромного в домашній грі з командою «Мерсін Ідманюрду» (4:2).

## Виступи за збірні
6 лютого 2007 року дебютував у складі юнацької збірної Туреччини (U-19) в товариській грі проти однолітків з Македонії (3:0), загалом на юнацькому рівні взяв участь у 3 іграх.
Протягом 2008—2010 років залучався до складу молодіжної збірної Туреччини. На молодіжному рівні зіграв у 4 офіційних матчах.
Пізніше 2011 по 2013 рік захищав кольори другої збірної Туреччини. У складі цієї команди провів 4 матчі і став переможцем International Challenge Trophy.
31 березня 2015 року дебютував в офіційних матчах у складі національної збірної Туреччини в товариській грі з Люксембургом (2:1).

## Досягнення
- Фіналіст Кубка Туреччини: 2010/11
- Переможець Першої ліги Туреччини: 2013/14
- Чемпіон Туреччини: 2019-20